# Aristolochia fragrantissima
Aristolochia fragrantissima är en piprankeväxtart som beskrevs av Hipólito Ruiz López. Aristolochia fragrantissima ingår i släktet piprankor, och familjen piprankeväxter. Inga underarter finns listade i Catalogue of Life.